# 班城駅
班城駅 （パンソンえき）は、大韓民国慶尚南道晋州市にある韓国鉄道公社の駅である。

## 利用可能な路線
- 韓国鉄道公社
  - 慶全線

## 駅構造
- 1面2線の地上駅。

## 歴史
- 1925年6月15日：開業[1]。
- 2012年10月23日：慶全線馬山駅 - 晋州駅間複線電化工事に伴い現在地に駅舎移転。
- 2012年12月5日：馬山駅 - 晋州駅間複線電化工事完成[2]。

## 隣の駅
慶全線
郡北駅 - 班城駅 - 晋州駅